# Казанлък
Казанлъ̀к (изписване до 1945 година: Казанлѫкъ) е град в централна  България, административен център на едноименната община в област Стара Загора. Броят на населението му го поставя на 2-ро място в областта и на 20-о в страната. По данни на ГРАО към 15 март 2024 г. в града живеят 48 551 души по настоящ адрес и 53 644 души по постоянен адрес.
Казанлък е център на Розовата долина. В града се намира най-голямата и най-добре запазена в страната тракийска гробница, включена в списъка на ЮНЕСКО и Музеят на розата. Наблизо е античният град Севтополис и Долината на тракийските царе.

## Произход на името
Сегашното име на Казанлък датира от османското му създаване и произлиза от турското Акче Къзанлар (akçe kızanlar – бели момичета), когато султан Мурад I съзира посрещащите го момичета. В началото на XV век използваното име на града в османски документи е Акче Къзанлък. Съвременният начин на изписване на името се свързва с руските войски, които провеждат няколко военни действия в района на Балканския полуостров. Това било съпроводено с изготвянето на топографски карти. В тях руските военни вписват градчето с характерната славянска транскрипция и така в Акче Къзанлък буквата „ъ“ е заместена с „а“ и приема името Казанлък. Така постепенно името Акче Къзанлък се замества от използваното и днес Казанлък.

## География
Казанлък е разположен в Казанлъшката котловина, която е част от Задбалканските котловини. През Казанлък минава Европейски транспортен коридор № 9. Казанлък се намира на 194 км източно от София, на 185 км западно от Бургас, на 36 км северозападно от Стара Загора, на 114 км североизточно от Пловдив и на 320 км югозападно от Варна. През Казанлък се пресичат пътищата София-Бургас и Стара Загора – Велико Търново. В близост е Националният балнеоложки комплекс в град Павел баня.
Казанлък е важен транспортен, стопански, научен, културен, търговски и здравен център, който оказва влияние не само върху общината, но и върху област Стара Загора и Южен централен район.

### Климат
Климатът е преходно-континентален, с по-голям брой слънчеви дни, със средногодишна температура от 10,7 градуса по Целзий. Лятото е умерено топло, валежи падат рядко, а зимата е мека, с редки снеговалежи. Средната температура през януари е над 0 градуса, докато средната температура през юли е 23 градуса по Целзий.
| Климатични данни за Казанлък       | Климатични данни за Казанлък | Климатични данни за Казанлък | Климатични данни за Казанлък | Климатични данни за Казанлък | Климатични данни за Казанлък | Климатични данни за Казанлък | Климатични данни за Казанлък | Климатични данни за Казанлък | Климатични данни за Казанлък | Климатични данни за Казанлък | Климатични данни за Казанлък | Климатични данни за Казанлък | Климатични данни за Казанлък |
| Месеци                             | яну.                         | фев.                         | март                         | апр.                         | май                          | юни                          | юли                          | авг.                         | сеп.                         | окт.                         | ное.                         | дек.                         | Годишно                      |
| Средни максимални температури (°C) | 4                            | 6                            | 12                           | 17                           | 22                           | 26                           | 29                           | 29                           | 25                           | 19                           | 12                           | 5                            | 17,2                         |
| Средни минимални температури (°C)  | −3                           | −2                           | 2                            | 7                            | 11                           | 14                           | 17                           | 17                           | 12                           | 8                            | 3                            | −1                           | 7,1                          |
| Средни месечни валежи (mm)         | 20                           | 22                           | 24,5                         | 30,8                         | 41,5                         | 32                           | 35,8                         | 25,6                         | 32                           | 21,8                         | 30,5                         | 37,7                         | 354,2                        |
| ---------------------------------- | ---------------------------- | ---------------------------- | ---------------------------- | ---------------------------- | ---------------------------- | ---------------------------- | ---------------------------- | ---------------------------- | ---------------------------- | ---------------------------- | ---------------------------- | ---------------------------- | ---------------------------- |
| Източник: WeatherBug               |                              |                              |                              |                              |                              |                              |                              |                              |                              |                              |                              |                              |                              |

## Население
Численост
Численост на населението според преброяванията през годините:
| \| Година на преброяване \| Численост \| \| --------------------- \| --------- \| \| 1934 \| 14 843 \| \| 1946 \| 20 096 \| \| 1956 \| 30 934 \| \| 1965 \| 44 384 \| \| 1975 \| 53 593 \| \| 1985 \| 61 303 \| \| 1992 \| 60 095 \| \| 2001 \| 53 770 \| \| 2011 \| 47 325 \| \| 2021 \| 42 208 \| |           |
| Година на преброяване | Численост |
| 1934 | 14 843    |
| 1946 | 20 096    |
| 1956 | 30 934    |
| 1965 | 44 384    |
| 1975 | 53 593    |
| 1985 | 61 303    |
| 1992 | 60 095    |
| 2001 | 53 770    |
| 2011 | 47 325    |
| 2021 | 42 208    |

### Преброяване на населението през 2011 г.
Численост и дял на етническите групи според преброяването на населението през 2011 г.:
| Етническа група     | 2011   | 2011   |
| Етническа група     | Брой   | %      |
| ------------------- | ------ | ------ |
| Българи             | 40,360 | 85,28% |
| Роми                | 2,073  | 4,38%  |
| Турци               | 1,462  | 3,09%  |
| Други               | 311    | 0,66%  |
| Не се самоопределят | 207    | 0,44%  |
| Неотговорили        | 2,912  | 6,15%  |
| Общо                | 47,325 | 47,325 |

## История

### История на града
Първото селище на територията на днешния град възниква през новокаменната епоха (неолита). През енеолита и бронзовата епоха животът на селището продължава. През V – IV век пр. Хр. тракийският град Севтополис, носещ името на тракийския цар Севт I, става столица на тракийската Одриска държава – една богата цивилизация в долината на древната Тонзос – днешната река Тунджа. Днес градът се намира под водите на язовир „Копринка“, на 5 км западно от града. Разкрит е при строителните работи на язовира. Археологическите разкопки са в периода 1948 – 1954 г. и са ръководени от проф. Д. П. Димитров и проф. М. Чичикова. От това време са откритите вече 12 гробници начело с Казанлъшката, които дават отлична представа за бита на траките. На територията на общината се намират доказателства за походите на Александър Македонски и Филип Македонски. За кратко време тук са обитавали и гръцки, келтски и персийски завоеватели.
Артефактите, намерени в Долината на розите, датиращи от римско време, са много. Оттогава за първи път се разбира, че в района се отглеждат рози. В трактата на Плиний Млади се описват над 20 сорта рози. На един от тези сортове той дава названието Тракийска роза. Розата е гравирана на една от тракийските монети. Казанлъшкият край влиза в границите на Първото българско царство през 815 г., след като се сключва 30-годишният договор между хан Омуртаг и Византия.
Днешният Казанлък е възникнал в края на XIV век на левия бряг на Старата река, след като османците унищожават българското селище на десния бряг на реката. До края на XIX век градът е бил известен с производството на розово масло, казанджийски изделия, аби и гайтани. Единствено на територията около Казанлък маслодайната роза, пренесена от Индия през Персия, Сирия и Мала Азия, намира благоприятни условия за развитие – висока влажност, подходяща температура и леки песъчливи канелено-горски почви. В Казанлък се създава първата розотърговска къща (на Дончо Папазов през 1820 г.). Казанлък става център на розопроизводството в България, а казанлъшкото розово масло добива известност, като печели златни медали на изложенията в Лондон, Филаделфия, Париж, Милано и Антверпен.
По време на Руско-турската освободителна война Казанлък е център на ожесточени бойни действия. След Освобождението на България от турско иго занаятите западат поради загубата на пазарите в огромната Османска империя и започва съвременното развитие на града. След Освобождението в града се развива много добре текстилната промишленост. На територията на града се намират военният завод „Арсенал“, както и заводът за самолетни части „Капрони“ – от 1930 до 1945 г. (от 1961 г. – завод за хидравлични зъбни помпи).
През 2004 г. проф. Георги Китов открива в могилата Голямата Косматка край Шипка (град) златната маска на Терес I и бронзовата глава на Севт III. Това значимо откритие обуславя непрестанния наплив на туристи към община Казанлък. Откритията на проф. Г. Китов, Тракийската гробница, древният град Севтополис, както и редица други исторически паметници, правят община Казанлък привлекателна дестинация както за българските, така и за чуждестранните посетители.
В ранно неолитната селищна могила в града от палеоорнитолога проф. Златозар Боев са открити костни останки от 8 вида птици – тетрев (Tetrao tetrix), голяма дропла (Otis tarda), сив жерав (Grus grus), ням лебед (Cygnus olor), скален орел (Aquila chrysaetos), глухар (Tetrao urogallus), бухал (Bubo bubo) и сива врана (Corvus cornix). Първите 3 вида са изчезнали от пределите на страната, а находката от тетрев е първото доказателство за принадлежността на тази ценна ловна птица към орнитофауната на България.
През 1999 година в Казанлък започва работа първият в страната завод за производство на кабелни комплекти за автомобили на „Аркомат – България“. През следващите години той един от главните работодатели в града с повече от хиляда служители, но през 2019 година рязко ограничава дейността си.

## Религии
Най-многобройни са представителите на източноправославното християнство. В града има също църкви и представители на другите клонове на християнската вяра: протестантство – петдесятници; баптисти; адвентисти и католицизъм – мисия на салезианите на Дон Боско.

### Източноправославни храмове
- Православна църква „Успение Богородично“
- Православна църква „Света Троица“
- Православна църква при Девически манастир „Въведение Богородично“
- Православна църква „Рождество Христово“
- Катедрален храм „Свети Йоан Предтеча“
- Православна църква „Свети Пророк Илия“

### Храмове на други религиозни общности
- Евангелска баптистка църква
- „Свети Йосиф“, източнокатолическа църква
- Евангелска петдесятна църква „Витания“
- Църква на адвентистите от седмия ден
- Българска евангелска църква – Казанлък

- Ески джамия (Старата джамия)

## Икономика
Казанлък е втората по големина и значимост община в икономиката на област Стара Загора. В община Казанлък активна стопанска дейност през 2006 г. осъществяват 2541 фирми. Общите им приходи от дейността възлизат на 673 368 000 лв. Опериращата ефективност е 1,26. Производствените предприятия са 328. Най-голяма относителна тежест имат машиностроенето (оценка по приходи от дейността). В Казанлък има добре развито машиностроене, представено от предприятия като „М+С Хидравлик“, „Капрони“, „Зино“, „Суперабразив“, „Индустриалтехник“, „Катанимпекс ЕООД“, „Хидропневмотехника“, „Шипка ООД“. В града са концентрирани около 90% от мощностите в подотрасъл „Хидравлика и пневматика“ на страната.
Най-динамично се развиват производството на химически вещества и влакна (оперираща ефективност от 28,47 пункта); дървообработващата промишленост (20,68 пункта ОЕ*) и текстилната промишленост (18,42 пункта ОЕ). С търговия и услуги се занимават 1294 фирми. Заети с трудова дейност в предприятия, работещи на територията на общината, са 21 915 души. През 2003 г. наетите работници (19 436 души) имат годишен доход от заплати и други възнаграждения от средно 2801 лв.
Предприятието от военно-промишления комплекс в страната „Арсенал“ осигурява работа на значителна част от населението на града и близките селища.
Казанлък е център на текстилната промишленост. На територията му работят предприятията „Катекс“ – за производство на вълнен текстил; „България — К АД“ (предприятие за производство на конци, прежди за ръчно и машинно плетене, хавлии и хавлиени изделия); „Севт“ (за технически тъкани); „Филтекс“ (текстилно предприятие за производство на изкуствена коприна). Млекопреработвателното предприятие „Маркели“ е специализирано в преработката на мляко и млечни продукти.
Казанлък е център на розопроизводителен район с вековни традиции при извличането на розово масло и на други етерични масла – мента, лавандула, босилек, невен. Цената на един килограм българско розово масло достига до 5000 евро на международните пазари. През 1820 г. Дончо Папазоглу създава първата в България фабрика за розово масло. Добър потенциал имат овощните и фуражните култури. 2004 г. е една от най-успешните за стопаните и за преработвателите на розов цвят. В Казанлък се намира единственият Музей на маслодайната роза в света.
В град Казанлък се произвеждат струнни музикални инструменти и електропорцелан. Наблюдава се развитие в сферата на ИТ индустрията, продажбата и сервиза на компютърна и офис техника.
Туризмът в община Казанлък има утвърдени традиции и отлични предпоставки за бъдещо развитие на основата на близостта до живописния национален парк Централен Балкан; горещите минерални извори с лечебни свойства около с. Овощник; казанлъшката маслодайна роза. В Казанлък се намира и единственият в света Музей на маслодайната роза. Амбицията на община Казанлък е празникът на розата да се превърне в национален, а отглеждането на рози и производството на розово масло да се развива приоритетно.
През 2005 г. община Казанлък първа в област Стара Загора поема администрирането на местните данъци и такси – сума от над 5 млн. лв. годишно.
През 2008 г. в Казанлък ще бъдат построени шест големи обекта, които ще придадат нов облик на града и ще подобрят обслужването на населението в община Казанлък. Част от библиотека „Искра“ ще се премести в нова сграда.

### Транспорт
Казанлък има гара на Подбалканската жп линия София-Карлово-Тулово-Сливен-Бургас / Варна, с връзки от Тулово и Дъбово с влаковете за Стара Загора, Трявна, Велико Търново и Горна Оряховица / Русе. Градският транспорт се осъществява от автобусни линии (до 1999-и от тролейбуси). Автобусни линии с номера 1, 12 и 13 обслужват гражданите на община Казанлък. Други превозват хората от селата, както и от населените места на други общини до Казанлък. От началото на 2021 г. започват да се движат електробуси по вътрешноградските линии (1; 8; 10; 11; 12; 13) като това помага за опазването на чистотата на въздуха и по-комфортния превоз за пътниците. Летището на Казанлък се намира близо до града, до с. Овощник.

## Политика

### Кмет
Към 2024 г. кмет на община Казанлък е Галина Стоянова.

## Побратимени градове
Казанлък е побратимен град с:
| Държава           | Град        | Дата |
| ----------------- | ----------- | ---- |
| Франция           | Грас        | 2005 |
| Франция           | Сент Ерблен | 1986 |
| Египет            | Александрия | 2006 |
| Египет            | Луксор      | 2005 |
| Гърция            | Верия       | 2001 |
| Русия             | Толиати     | 1994 |
| Япония            | Фукуяма     | 1995 |
| Северна Македония | Кочани      | 1995 |
| Унгария           | Надканижа   | 1970 |
| Румъния           | Търговище   | 2004 |

### Обществени институции
- Читалище „Искра“ – едно от първите читалища в България, основано през 1860 г.
- Читалище „Възродена искра“
- Читалище „Жар“
- Палата на физиката – закрита през 2014 г.
- Национална школа по физика на Теодосий Теодосиев

## Здравеопазване
Населението на пет общини – Казанлък, Павел баня, Николаево, Гурково и Мъглиж се обслужва от „МБАЛ – Казанлък“. В града има и частни болници.

## Образование
На територията на община Казанлък има 4 начални, 19 основни училища, средните общообразователни учебни заведения също са 4.
В град Казанлък се намира най-изявената в страната Школа по физика и приложна математика. Възпитаниците ѝ са носители на награди от международни и национални олимпиади. Във всички училища има изградени кабинети по информатика. Броят им във всички училища достига 310.

### Основни училища
- ОУ „Георги Кирков"
- ОУ „Кулата“
- ОУ „Никола Вапцаров“
- ОУ „Мати Болгария“
- ОУ „Чудомир“
- ОУ „Св. П. Хилендарски“
- ОУ „Антон Страшимиров“

### Гимназии
- Профилирана хуманитарна гимназия „Св. св. Кирил и Методий“
- Професионална гимназия по лека промишленост и туризъм
- СУ „Екзарх Антим I“
- Профилирана гимназия „Академик Петко Стайнов“
- ППМГ „Никола Обрешков“
- ПГ „Иван Хаджиенов“-наследник на най-реномирания Техникум по механотехника в града
- ПГ по транспорт и транспортен мениджмънт
- Национална гимназия по пластични изкуства и дизайн „Акад. Дечко Узунов“
- Професионална гимназия по строителство

## Култура и забележителности
В Казанлък се намират следните забележителности от Стоте национални туристически обекта на Български туристически съюз:
- Литературно-художествен музей „Чудомир“
- Национален парк-музей „Шипка-Бузлуджа“
- Казанлъшката гробница – най-добре запазената в България тракийска гробница
- Връх Шипка
- Връх Бузлуджа
- Голямата Косматка – гробница на тракийския цар Севт
- Художествена галерия – Казанлък
- Дом на културата „Арсенал“
- Военен клуб – Казанлък
- Театър „Любомир Кабакчиев“

### Музеи и други забележителности
- Дом „Петко Стайнов“
- Палата на физиката (клон на Национален политехнически музей)
- Къща музей „Ненко Балкански“
- Къща музей „Дечко Узунов“
- Исторически музей „Искра“
- Музей на розата
- Етнографски комплекс „Кулата“
- Долината на тракийските владетели
- Голямата Косматка
- Лъвова чешма

### Редовни събития
- Празник на розата
- Международен фолклорен танцов фестивал
- Бирен Фест „Долината на розите“
- Чудомирови празници
- Празници в долината на тракийските владетели
- Музикален празник „Академик Петко Стайнов“
- Национален фестивал „Театрални искри”

## Личности, свързани с Казанлък

### Кметове на Казанлък
- Кметове на Казанлък – Кметове на община Казанлък от 1878 г. до 2007 г.

### Родени в Казанлък
- Петко Клисуров – художник
- проф. Ненко Балкански – художник
- Христо Манолов – композитор
- Иван Милев – художник
- Михаил Тенев – управител на БНБ, министър
- Матей Георгиев – учител, писател, адвокат
- Иван Найденов – просветен деец, журналист
- Димитър Душанов – учител, преводач
- проф. Генчо Пирьов – педагог
- ст.н.с. Генчо Скордев – архитект
- акад. Петко Стайнов – композитор
- проф. Петко Стайнов – юрист
- проф. Христо Стамболски – лекар-анатом
- акад. Дечко Узунов – художник
- Иван Вълков – български военен деец, генерал от пехотата
- проф. д-р Генчо Начев – сърдечен хирург, изпълнителен директор на УК „Света Екатерина“ – София
- проф. Георги Боршуков – преподавател в СУ „Св. Кл. Охридски“, изследовател на историята на българската журналистика
- Стефан Гевгалов – просветен деец, бивш кмет на Пловдив
- проф. Никола Георгиев – литературовед
- проф. Здравко Чолаков – литературовед и писател
- д-р Никола Сукманджиев – дипломат
- Лора Георгиева – телевизионна водеща
- Жоро от Остава – музикант и автор на песни
- Любомир Николов – Нарви – писател и преводач
- Росен Кавръков – български художник
- Дарина Павлова – вдовица на Илия Павлов
- Ваня Пенева – Мис България 2011
- Любомир Кабакчиев – актьор
- Никола Василиев, български революционер от ВМОРО, четник на Тане Николов[14]
- Стоян Коев, български революционер от ВМОРО, четник на Петър Ацев[15]
- Еню Ст. Какачев, български революционер от ВМОРО, четник на Панчо Константинов[16]
- Георги Дочев, български революционер от ВМОРО, четник на Петър Ацев[17]

Почетни граждани на Казанлък
- Галактион Старозагорски, български духовник
- Гиньо Ганев, Омбудсман на Република България
- ст.н.с. д-р по история Георги Китов – археолог
- проф. д-р Генчо Начев
- проф. д-р Константин Чернев
- Теодосий Теодосиев – учител
- проф. Теньо Попминчев – физик

Личности, свързани с Казанлък
- Димитър Чорбаджийски – Чудомир – писател и художник
- Видин Даскалов – оперетен певец
- Георги Кирков – български публицист, политик социалист и профсъюзен деец.
- Емануил Манолов – композитор, преподавал в Педагогическото училище в Казанлък
- Онуфрий Попович Хилендарски – културен деец
- Хрисант Рашов – монах, фотограф
- Константин Бозвелиев – политик социалист, кмет, депутат
- Стефан Гецов – театрален и филмов актьор

## Спорт
- Стадиони: „Севтополис“, „Арсенал“.
- ФК „Розова долина“
- Волейболен клуб „Казанлък“
- Алпийски клуб „Казанлък“.
- Алпийски клуб „Селт“.
- Клуб по спортни танци „Роза“ – един от първите клубове по спортни танци в България.
- Клуб по лека атлетика СКА „Пендарева“
- Бридж клуб „Казанлък“
- Клуб по спортни танци „КИАРА-Н“ – треньори Николай Тенев и Антония Каярова.
- Спортен Клуб по Шах „КАЗАНЛЪК 21“основан 2000 година и негов пръв председател е Катя Киликчиева.

Организирана дейност по шах има в град Казанлък от 50-те – 60-те години на 20 век. Казанлъшките имена, с които е свързан този спорт: Треньорите: Иван Чапразов – открил и създал шампионите Петранка Драганова и сестрите Калмукови; Ради Стоянов – Петър Дренчев и Красимир Русев. Петранка Драганова е национален шампион във всички възрастови групи и признат майстор по шах на световно ниво. Първа шампионска титла на Петранка Драганова 1969 година още като пионерче, а през юли 2013 г.отново е шампион на България.
- Клуб за бойни изкуства „Имеон“ е основан в началото 2000 година. Той е пълноправен член на Българска Айкидо Федерация и има доджо – та в градовете София, Варна, Казанлък и Стара Загора.

Тренировъчния процес се води от квалифицирани инструктори, защитили майсторски степени пред японски майстори – шихани.
През 2002 година Клуб за бойни изкуства „Имеон“ става пълноправен член на спортен клуб „Левски“. През същата година се открива и новото доджо в спортен комплекс „Герена“.

## Други
На Казанлък е наречена улица в София (Карта).
На Казанлък е наречена улица в Истанбул (https://www.google.com/maps/place/El-Hac+Mustafa+%C3%87e%C5%9Fmesi/@41.0156993,28.9497532,20z/data=!4m6!3m5!1s0x14cabbea9e0c1b3d:0x381166ec82174797!8m2!3d41.01586!4d28.9495791!16s%2Fg%2F11f5ql53ms?entry=ttu&g_ep=EgoyMDI1MDMxMi4wIKXMDSoASAFQAw%3D%3D).